# 대한민국의 지상파 재송신 분쟁
대한민국의 지상파 재송신 분쟁은 대한민국의 지상파 텔레비전 방송 3사와 케이블 텔레비전 방송사 간의 지상파 텔레비전의 재송신 대가 산정 등의 불협화음 문제로 일어난 사건이다.

## 개요
지상파 텔레비전 방송 3사와 케이블 텔레비전 방송사는 2007년부터 재송신 대가 등을 이유로 갈등을 빚어왔다. 2008년에 지상파 방송사는 IPTV 사업자와의 과금 협상을 가입자당 280원으로 타결하는 데에는 성공했지만, 케이블 TV와의 협상은 결렬되었다. 2009년 11월에 지상파 텔레비전 방송 3사는 5대 케이블 텔레비전 방송사에 대해 지상파 재송신을 금지하는 민사 본안 소송을 제기한다. 2010년 9월에 1심 판결에서 지상파 텔레비전 방송 3사의 저작권이 인정되었으며, 2009년 12월 18일 이후 케이블 텔레비전 방송사에 가입한 사람들에 대해 지상파 동시 재송신 행위를 금지한다는 판결이 났다. 이에 대해 방송통신위원회는 제도개선 전담반을 구성하고 운영하기로 하였다. 그 후, 2심에서도 이와 비슷한 판결이 나왔지만 지상파 텔레비전 방송사들이 케이블 텔레비전 사업자에게 재송신 대가를 강제해서는 안 된다는 판결이 나왔다.
지상파 텔레비전 방송 3사와 케이블 텔레비전 방송사는 재송신 대가 금액 협상을 계속 시도했으나, 양 측 사이의 이견의 폭으로 파행이 지속되었다. 지상파 방송사는 IPTV와 마찬가지로, 재송신 요금으로 가입자당 280원 정도를 요구하였지만, 케이블 방송사는 재송신 요금으로 가입자당 100원으로 맞서왔다.

## 경과
이후에도 지상파와 케이블 방송사간의 협상이 지속되었지만, 지상파 측에서 요구하는 가입자당 280원과, 케이블 방송사 측에서 요구하는 가입자당 100원의 차이는 종합해보면 972억원에 이르렀기에, 양측은 쉽사리 협상을 매듭짓지 못했다. 결국 11월 14일, 케이블 방송사에서는 협상이 결렬될 경우 11월 24일부터 지상파 방송 송출을 중단하겠다고 하는 결의문을 채택했다. 케이블 방송사측은 협상이 길어지면서 협상 중에도 간접강제 이행금이 발생했는데, 지상파 측에서 이를 면제해 주지 않았다고 하였다. 그러면서 무료 재송신은 근 14년간 지상파 방송사와의 암묵적 동의 하에 이루어졌고, 지상파가 난시청을 방치하여 시청자들이 케이블 방송을 선택했으며 이로 인하여 지상파 방송의 난시청 해소에 기여했다고 주장하였다. 그러나 지상파 방송사 측은 협상을 위해 최선을 다해 왔다며, 케이블 방송사 중 CJ 헬로비전이 개별협상에 응하지 않고 전체 케이블 방송사와 연합하여 지상파 방송사에게 이행강제금 중 절반을 포기하라고 요구하였다고 주장하였다.
이후의 협상에서도 별다른 합의점을 찾지 못하자, 2011년 11월 28일이었던 오후2시에 협상이 최종적으로 결렬되었다. 이로써 의무 전송 채널인 KBS 1TV와 EBS를 제외한 KBS 2TV, MBC, SBS의 고선명 방송 송출이 한시적으로 중단되었다. 이 사태는 8일이 지난 2011년 12월 5일 오후 6시에 양측이 협상을 재개하면서 정상화되었다.
2012년 1월 16일이었던 오후3시에 또 다시 협상 파행으로 인하여 케이블 TV 방송사에서는 KBS 2TV의 재송신을 모두 중단하였다. 이에 대해 케이블 TV 방송사는 KBS 2TV는 공영방송임에도 불구하고 과다한 송신료를 요구하여 공영방송 유료화에 앞장섰다.'는 이유로 해당 채널을 우선적으로 송출 중단하였다고 밝혔다. 이 사태로 인해 KBS 2TV를 시청할 수 없게 된 가구는 약 1200만 가구에 이른다. 이에 대해 시청자들은, '지상파와 케이블간의 이기적인 싸움으로 인해 가만히 있는 국민들만 피해를 보고 있다'는 등의 의견을 올리며 분노하였다. 이후에도 케이블 TV 사업자들은, 협상에 진전이 없을 경우 MBC와 SBS의 모든 재송신도 중단할 수 있다고 밝혔다. 방송통신위원회는 뒤늦게 오후8시까지 KBS 2TV의 재송신을 재개하라는 시정명령을 내리면서 이를 어길 경우 각 케이블 방송 사업자에게 3개월 영업정지 처벌을 내리기로 했다. 그러나 케이블 TV 사업자들은 이 시정명령에 불복하며 분쟁 기간 동안 지상파에 제도개선 요구가 받아들여지지 않았고, 방통위의 결정이 부당하다는 뜻을 밝히며 일단 2012년 1월 17일 오전 중으로 성명서를 발표하기 전까지는 송출 중단을 계속하겠다고 하였다. 그러나 언제 송출을 재개할 지는 확답을 내놓지 않았다.
이에 대해, KBS 측은 즉각적인 정상화를 촉구하고 나섰으며, 이번 방송 송출 중단 사태를 '케이블 방송사 측에서 시청자들의 권리를 박탈한 불법 행위'로 규정하고 이에 따른 피해에 대해 법적 대응을 검토하겠다고 밝혔다.
아래는 KBS 2TV의 케이블TV 재송신 중단에 대한 한국방송공사의 입장이다
| “ | 케이블TV 사업자가 KBS 2TV의 재송신을 중단하였습니다. 위성방송, IPTV 등 유료방송의 지상파TV 재전송은 계약에 의해 이루어지고 있습니다. 그동안 케이블TV 사업자는 예약없이 무단으로 재전송을 해왔습니다. 이에 법원은 케이블TV 사업자의 불법 행위를 중단하라는 결정을 수 차례 내렸고, CJ헬로비전에 대해서는 간접강제금을 부과하는 엄중한 심판을 내렸습니다. 결국 지상파 3사와 CJ헬로비전은 법에 근거하여 재송신 계약 합의 서명 직전에 이르렀으나, 케이블TV 사업자는 협상력을 높이고자 2TV 재송신 중단이라는 극단적인 결정을 내렸습니다. KBS는 조속한 협상 타결을 위해 최선의 노력을 다하겠습니다. | ” |
|   | — KBS 한국방송 |   |

또한, 검은 화면에서 자막을 통해 설명된 'KBS의 요구에 따라 방송을 중단한다' 또한 케이블 텔레비전 사업자 측의 왜곡된 주장이고, IPTV 사업자와 위성방송 사업자 등에서는 이미 재송신 대가를 지불하고 있으며, 이 금액은 디지털 지상파 방송 난시청 해소에 쓰겠다고 KBS측은 주장하였다.
케이블 텔레비전 사업자에서 KBS 2TV는 물론이고 차후 MBC와 SBS까지도 송출을 중단할 수 있다고 밝히자, 광고주협회는 이를 규탄하는 성명서를 발표하였다. 한국광고주협회는 이 성명서를 통해 '이 사태로 인하여 직접적인 관련이 없는 광고주는 금전적인 피해 및 마케팅 활동에도 제한을 받게 되며, 시청자는 볼 권리를 침해당하고 있다.' 고 하였다. 더불어, 이번 협상에 국민과 기업이 협상의 수단으로 이용되고 있다며 조속한 해결을 촉구하였다.
1월 17일에 케이블 방송 비상대책위원회는 방송통신위원회의 제제 조치를 반박하는 성명서를 발표하였다. 케이블 업계는 성명서를 통해, '지상파 재송신 문제는 방통위가 제도 개선을 통해 근본적인 대책을 마련해야 했음에도 불구하고 시정명령을 통해 사후약방문 식으로 일을 해결하려 한다.' 며 방송통신위원회를 비난하였다. 또한 자신들은 법원의 판결을 존중하여 지상파 재송신을 중단하였는데, 왜 케이블 텔레비전에만 제제를 가하느냐는 불만을 표시하였다. 그러면서 이행강제금이 100억 원을 넘어감에 따라 법적 압박을 해 온 지상파 텔레비전 방송 3사와 이들의 눈치 보기에만 급급한 방통위에 이 사태에 대한 책임을 물음과 동시에, 지상파 텔레비전 방송 3사에는 전향적인 협상 태도와, 방송통신위원회에는 재송신 제도 개선을 촉구하였다.

## 극적 타결
이후 지상파 방송 3사는 가입자당 재송신료를 280원에서 낮추고 1월 17일 오후2시부터 케이블 방송 사업자 중 CJ 헬로비전을 우선 협상 대상으로 지정하여 개별 협상을 진행하였다. 그리고 협상이 극적으로 타결되어, 지상파 방송 3사와 CJ 헬로비전간의 합의가 이루어졌다.
이 합의는 다른 케이블 방송사 간에도 동일하게 적용되며, 케이블 방송 사업자들은 오후7시부터 중단되었던 KBS 2TV 방송 송출을 재개한다고 밝혔다. 양측은 형평성 등의 이유로 타결된 재송신 단가는 공개하지 않기로 합의하였으며, 관련 업계에서는 케이블 방송 사업자 측에서 주장한 100원~150원 선에 근접하여 협상이 타결되었다고 보았다.
하지만 보도내용과는 달리 지상파 방송사는 모든 유료방송사들과 HD디지털 가입자당 월 280원으로 계약을 체결한 것으로 확인됐다. 2013년 4월 HCN과 티브로드와 모두 CPS 280원에 계약을 체결함으로써 기존에 재송신료를 지불해오던 스카이라이프부터 IPTV 3사, 케이블 MSO 5개사와 재송신계약을 마무리하였다.

## 비판
재송신료를 둘러싸고 발생한 방송 중단 사태에 시청자들은 분노하였다. 갑작스러운 송출 중단에 '시청자들의 권리는 어디에도 없었다. 지상파와 케이블간의 밥그릇 싸움에 시청자들이 볼모로 억울하게 피해를 받고 있다', '최종회를 2회 앞둔 드라마를 봐야 하는데 못 보게 되었다'면서 지상파 방송사와 케이블 방송사에 항의가 쇄도하였다.
사태의 심각성을 제대로 파악하지 못한 방송통신위원회의 무능력한 행정에도 시청자들의 분노는 이어졌다. 언론에 대해 수 차례 보도가 되었음에도 불구하고 최시중 위원장은 1월 16일에 KBS 2TV 송출 중단이 시작될 줄은 전혀 예상하지 못했다는 것이다.
이렇게 심각성을 파악하지 못한 방송통신위원회는 케이블 텔레비전 방송 사업자와 지상파 텔레비전 방송 3사 간의 다툼에서 끌려다니기만 했지, 정작 시청자들에 대한 보상 대책은 전혀 마련하지도 못하였다. 오히려 종합편성채널에는 온갖 행정권에 정치적인 논리까지 동원하여 특혜를 몰아주었지만, 정작 재송신 분쟁에는 제대로 대응하지 못했다는 것이다. 한편으로는 이 방송 중단 사태가 종합편성채널을 키워주려는 수작이 아니냐는 음모론이 제기되기도 하였다.
한편 2012년 1월 18일에는 언론인권센터, 미디어세상열린사람들, 여성민우회 미디어운동본부, 참교육학부모회, 매체비평우리스스로, 장애인정보누리, 불교언론대책위원회 등 7개의 언론,시민 단체들이 케이블 방송 사업자를 상대로 KBS 2TV 재송신 중단 사태에 대해 항의 성명서를 발표하였다. 이들은 이 성명서를 통해 사태 당사자들에 대한 엄중 처벌과 분쟁을 조정하지 못한 당국의 철저한 반성을 촉구하였다.
이어서, 케이블 방송사에는 송출 중단이라는 횡포를 부린 책임을 묻고, KBS에는 수신료를 받고도 문제 해결에 만전을 기하지 못했다는 책임과 함께, 시청자들은 케이블 수신료와 KBS 수신료를 이중으로 부담했음에도 불구하고 시청권을 침해당했다며 케이블 방송사와 KBS에 법적 손해배상 청구 소송을 제기할 방침을 밝혔다.
케이블방송사의 송출중단에 대한 소송은 실제 언론소비자주권국민캠페인과 일반 시청자 16명이 씨제이헬로비전, 씨앤엠, 씨엠비한강케이블티비를 상대로 제기되었으나 서울 중앙지법 제5민사부는 2013나41485 위자료판결에서 원고들의 항소를 모두 기각했다. KBS2 방송을 HD 채널로는 시청하지 못하였으나 SD 채널로는 시청할 수 있었는데 비록 HD 채널이 SD 채널보다 화질이 우수하다 하더라도 그러한 차이만으로는 시청자들에게 정신적 고통이 발생하였다고 인정하기 어렵다. 또한 소비자기본법과 헌법 제 10조로부터 시청권이라는 별도의 권리가 인정된다고 볼수는 없다고 판시하였다.